# Teleguin
Teleguin (del ruso: Телегин) es un jútor del raión de Krasnoarméiskaya, en el sur de Rusia. Está situado en el delta del Kubán, 10 km al sur de Poltávskaya y 66 km al noroeste de Krasnodar, la capital del krai. Tenía 242 habitantes en 2010
Pertenece al municipio Trudobelikovskoye.